# 龙泉镇 (隰县)
龙泉镇，是中华人民共和国山西省临汾市隰县下辖的一个乡镇级行政单位。

## 行政区划
龙泉镇下辖以下地区：
北区社区、东区社区、西区社区、城关村、城南村、城北村、北庄村、上留村、乐安村、益其村、刘家庄村、汪家沟村和陈家河村。